# Велішево
Велішево (пол. Wieliszewo) — село в Польщі, у гміні Потенґово Слупського повіту Поморського воєводства.
Населення — 204 особи (2011).
У 1975-1998 роках село належало до Слупського воєводства.

## Демографія
Демографічна структура станом на 31 березня 2011 року:
|          | Загалом | Допрацездатний вік | Працездатний вік | Постпрацездатний вік |
| -------- | ------- | ------------------ | ---------------- | -------------------- |
| Чоловіки | 101     | 19                 | 72               | 10                   |
| Жінки    | 103     | 32                 | 50               | 21                   |
| Разом    | 204     | 51                 | 122              | 31                   |